# Halorubrum salsolis
A Halorubrum salsolis a Halobacteriaceae családba tartozó halofil (sókedvelő) archaea faj. Az archeák – ősbaktériumok – egysejtű, sejtmag nélküli prokarióta szervezetek. Az Egyesült Államokban él, a Nagy-sóstóban.
Tízszer sósabb vízben él, mint az óceán. A karotinoidjai miatt ellenáll az UV-sugárzásnak.